# 2059
Năm 2059. Trong lịch Gregory, nó sẽ là năm thứ 2059 của Công nguyên hay của Anno Domini; năm thứ 59 của thiên niên kỷ thứ 3 và của thế kỷ 21; và năm cuối cùng của thập niên 2050.